# Perilitus
Perilitus is een geslacht van schildwespen (Braconidae).
De wetenschappelijke naam werd gepubliceerd door Christian Gottfried Daniel Nees von Esenbeck in 1818.

## Soorten
De volgende soorten worden tot dit geslacht gerekend:
- Perilitus aciculatus Haeselbarth, 2008
- Perilitus aemulus (Ruthe, 1856)
- Perilitus aequorus Chen & van Achterberg, 1997
- Perilitus aeschlimanni Haeselbarth, 2008
- Perilitus aethiopoides (Loan, 1975)
- Perilitus aethiops Nees, 1834
- Perilitus africanus (de Saeger, 1946)
- Perilitus alpinus (Shaw, 1993)
- Perilitus altaicus Haeselbarth, 1999
- Perilitus alticae Haeselbarth, 2008
- Perilitus alticae  (Loan, 1969)
- Perilitus amaraphagus (Loan, 1979)
- Perilitus americanus Riley, 1889
- Perilitus andreae Haeselbarth, 2008
- Perilitus angustus Brues, 1924
- Perilitus annettae Haeselbarth, 2008
- Perilitus aphthonae Haeselbarth, 2008
- Perilitus apiophaga (Loan, 1974)
- Perilitus areolaris Gerdin & Hedqvist, 1985
- Perilitus areolatus Thomson, 1892
- Perilitus articulatus Belokobylskij, 2000
- Perilitus asper Haeselbarth, 2008
- Perilitus audax (Muesebeck, 1958)
- Perilitus augustatus (Shamim, Ahmad & Samiuddin, 2008)
- Perilitus barri (Loan, 1969)
- Perilitus belokobylskiji (Shamim, Ahmad & Samiuddin, 2008)
- Perilitus belokobylskiji Haeselbarth, 2008
- Perilitus benacensis Haeselbarth, 1999
- Perilitus berryi (Muesebeck, 1958)
- Perilitus bicolor (Wesmael, 1835)
- Perilitus blapstini (Loan, 1967)
- Perilitus brasiliensis Szepligeti, 1902
- Perilitus brassicae Haeselbarth, 2008
- Perilitus brevicollis Haliday, 1835
- Perilitus brevipetiolatus Thomson, 1892
- Perilitus brevispina (Thomson, 1892)
- Perilitus brunneus Niezabitowski, 1910
- Perilitus carabivorus (Muesebeck, 1936)
- Perilitus catulus (de Saeger, 1946)
- Perilitus cerealium Haliday, 1835
- Perilitus chabarovi Belokobylskij, 1995
- Perilitus charchirai Haeselbarth, 2008
- Perilitus colesi (Drea, 1968)
- Perilitus consuetor Nees, 1834
- Perilitus cornelii Haeselbarth, 1999
- Perilitus coxator Belokobylskij, 1995
- Perilitus crepidoderae (Loan, 1967)
- Perilitus cretaceus Belokobylskij, 2000
- Perilitus cretus (Chen & van Achterberg, 1997)
- Perilitus cucumeridis (Loan, 1969)
- Perilitus cunearis Haeselbarth, 2008
- Perilitus dauricus Belokobylskij, 2000
- Perilitus debilis Wollaston, 1858
- Perilitus deceptor (Wesmael, 1835)
- Perilitus desertorum Haeselbarth, 1999
- Perilitus dichrous (Brethes, 1918)
- Perilitus dilleri Haeselbarth, 2008
- Perilitus dinghuensis (Chen & van Achterberg, 1997)
- Perilitus discrepans Haeselbarth, 2008
- Perilitus disonychae (Loan, 1967)
- Perilitus distinguendus Herrich-Schäffer, 1838
- Perilitus dubius (Wesmael, 1838)
- Perilitus eduvigiae Haeselbarth, 2008
- Perilitus eleodis Viereck, 1913
- Perilitus emmae (Delucchi, 1952)
- Perilitus epitricis Viereck, 1912
- Perilitus erratus (Chen & van Achterberg, 1997)
- Perilitus erythrogaster Herrich-Schäffer, 1838
- Perilitus etawaicus (Shamim, Ahmad & Samiuddin, 2008)
- Perilitus eugenii Haeselbarth, 1999
- Perilitus fagi Haeselbarth, 2008
- Perilitus falcatus (Shaw, 1993)
- Perilitus falciger (Ruthe, 1856)
- Perilitus fittkaui Haeselbarth, 2008
- Perilitus flavifacies Belokobylskij, 2000
- Perilitus flaviventris Thomson, 1892
- Perilitus flavobasalis Hedwig, 1957
- Perilitus foveolatus Reinhard, 1862
- Perilitus fulviceps (Ruthe, 1856)
- Perilitus fulvithorax (Shamim, Ahmad & Samiuddin, 2008)
- Perilitus fulvogaster (Brues, 1926)
- Perilitus galbus (Chen & van Achterberg, 1997)
- Perilitus gastrocoelus (de Saeger, 1946)
- Perilitus gastrophysae Ashmead, 1889
- Perilitus glaucinus Spinola, 1851
- Perilitus glyptosceli (Loan, Klein & Coppel, 1969)
- Perilitus gracilipes Thomson, 1892
- Perilitus haeselbarthi Belokobylskij, 2000
- Perilitus harpali (Watanabe, 1954)
- Perilitus haszprunari Haeselbarth, 2008
- Perilitus hellenicus Haeselbarth, 2008
- Perilitus hylobivorus Belokobylskij, 2000
- Perilitus hyperodae (Loan, 1974)
- Perilitus indicus (Narayanan, Subba Rao, Ramachandra Rao & Sharma, 1960)
- Perilitus invictus (Muesebeck, 1961)
- Perilitus kannaujensis (Shamim, Ahmad & Samiuddin, 2008)
- Perilitus kaszabi Haeselbarth, 1999
- Perilitus kokujevi Tobias, 1986
- Perilitus labilis (Ruthe, 1856)
- Perilitus lancearius (Ruthe, 1856)
- Perilitus larvicida van Achterberg, 2000
- Perilitus latopetiolatus Haeselbarth, 2008
- Perilitus latus Brues, 1924
- Perilitus leptopsi Viereck, 1911
- Perilitus levopleuron (Shamim, Ahmad & Samiuddin, 2008)
- Perilitus lipari (Capek & Stary, 1995)
- Perilitus loani (Mason, 1968)
- Perilitus lobodenkoi Haeselbarth, 2008
- Perilitus longicornis (Chen & van Achterberg, 1997)
- Perilitus longiradialis Tobias, 1986
- Perilitus longitarsi (Loan, 1969)
- Perilitus longivenus Chen & van Achterberg, 1997
- Perilitus longus Chen & van Achterberg, 1997
- Perilitus luteus (Szepligeti, 1914)
- Perilitus maae (Chen & van Achterberg, 1997)
- Perilitus maculicollis Spinola, 1851
- Perilitus madecassus (Granger, 1949)
- Perilitus marci Haeselbarth, 1999
- Perilitus maritimus Belokobylskij, 2000
- Perilitus melanopus (Ruthe, 1856)
- Perilitus mellinus (Chen & van Achterberg, 1997)
- Perilitus mellinus (Provancher, 1880)
- Perilitus mesus (Chen & van Achterberg, 1997)
- Perilitus milkae Haeselbarth, 2008
- Perilitus modestus Belokobylskij, 2000
- Perilitus moldavicus (Tobias, 1986)
- Perilitus mongolicus Haeselbarth, 1999
- Perilitus morabinarum Blackith, 1967
- Perilitus morimi Ferrière, 1931
- Perilitus muesebecki (Loan, 1967)
- Perilitus mylloceri (Wilkinson, 1929)
- Perilitus nanus (Brues, 1933)
- Perilitus neptunus (Chen & van Achterberg, 1997)
- Perilitus nigriscutum Chen & van Achterberg, 1997
- Perilitus nigritus Provancher, 1888
- Perilitus nigriventris Niezabitowski, 1910
- Perilitus nigrogaster (Brues, 1926)
- Perilitus nitidulidis (Loan, 1978)
- Perilitus omophli Lesne, 1892
- Perilitus oulemae Chen & van Achterberg, 1997
- Perilitus pachylobii (Muesebeck, 1961)
- Perilitus pallidistigmus (Chen & van Achterberg, 1997)
- Perilitus pappi Belokobylskij, 2000
- Perilitus parcicornis (Ruthe, 1856)
- Perilitus parvus Haeselbart,h 2008
- Perilitus peregrinus Herrich-Schäffer, 1838
- Perilitus perforatus Haeselbarth, 2008
- Perilitus perscitus de Saeger, 1946
- Perilitus persimilis de Saeger, 1946
- Perilitus pertinax de Saeger, 1946
- Perilitus pervicax de Saeger, 1946
- Perilitus petiolaris Herrich-Schäffer, 1838
- Perilitus picipes Herrich-Schäffer, 1838
- Perilitus pilatus (Loan, 1979)
- Perilitus podargae Haeselbarth, 2008
- Perilitus psylliodis (Loan, 1969)
- Perilitus punctulatae (Loan & Wylie, 1984)
- Perilitus pusillae (Muesebeck, 1936)
- Perilitus rasnitsyni Belokobylskij, 2000
- Perilitus regius Haeselbarth, 1999
- Perilitus retusus (Ruthe, 1856)
- Perilitus riphaeus (Tobias, 1986)
- Perilitus ruficephalus Chen & van Achterberg, 1997
- Perilitus ruficollis Cameron, 1906
- Perilitus rutilus (Nees, 1811)
- Perilitus schmidti Haeselbarth, 2008
- Perilitus seyrigi Granger, 1949
- Perilitus shawi (Shamim, Ahmad & Samiuddin 2008)
- Perilitus silvularis Haeselbarth, 2008
- Perilitus simulans (Chen & van Achterberg 1997)
- Perilitus sitonae (Mason, 1960)
- Perilitus sommerae Haeselbarth, 2008
- Perilitus stelleri (Loan, 1972)
- Perilitus stenocari Haeselbarth, 2008
- Perilitus strigosus (Shamim, Ahmad & Samiuddin 2008)
- Perilitus striolatus (de Saeger, 1946)
- Perilitus strophosomi Haeselbarth, 2008
- Perilitus stuardoi Porter, 1926
- Perilitus styriacus Haeselbarth, 1998
- Perilitus sylvicola Belokobylskij, 2000
- Perilitus taegeri Belokobylskij, 2000
- Perilitus thyellae Haeselbarth, 2008
- Perilitus trifolii Haeselbarth, 2008
- Perilitus trigonalis Spinola, 1851
- Perilitus tuberculatus de Saeger, 1946
- Perilitus tuvaensis Belokobylskij, 2000
- Perilitus uncinatus Spinola, 1851
- Perilitus vinelandicus (Loan, 1979)
- Perilitus vittatae (Muesebeck, 1936)
- Perilitus xynus Chen & van Achterberg, 1997
- Perilitus zealandicus (Shaw, 1993)
- Perilitus zimmermanni (Loan & Wylie, 1984)